# سو كوك
سو كوك (بالإنجليزية: Sue Cook)‏ هي عدائة مشي أسترالية، ولدت في 23 أبريل 1958.

## وصلات خارجية
- سو كوك على موقع الاتحاد الدولي لألعاب القوى (الإنجليزية)
- سو كوك على موقع النتائج التاريخية لألعاب القوى الأسترالية (الإنجليزية)